# Hans Tausens Kirke (Odense)
 For alternative betydninger, se Hans Tausens Kirke. (Se også artikler, som begynder med Hans Tausens Kirke)
Hans Tausens Kirke er en kirke på Rugårdsvej i Odense.